# Opharus subflavus
Opharus subflavus là một loài bướm đêm thuộc phân họ Arctiinae, họ Erebidae.